# Saint-Germain-la-Montagne
Saint-Germain-la-Montagne este o comună în departamentul Loire din sud-estul Franței. În 2009 avea o populație de 223 de locuitori.

## Evoluția populației
| An        | 1975 | 1982 | 1990 | 1999 | 2006 | 2009 |
| --------- | ---- | ---- | ---- | ---- | ---- | ---- |
| Populație | 201  | 214  | 212  | 202  | 201  | 223  |